# Ра с двумя вертикальными точками сверху
‏ݫ‏‎ (ра с двумя вертикальными точками сверху) — дополнительная буква арабского письма, образованная от буквы ра (‏ر‏‎) путём добавления двух вертикально расположенных точек сверху.

## Использование
В языке ормури используется для обозначения звука [ʑ] (звонкий альвеоло-палатальный сибилянт) и является 21-й буквой алфавита.
Используется в языке гавар-бати, где является 23-й буквой алфавита.
Также используется в языках торвали и калами.